# Federazione pallavolistica degli Stati Federati di Micronesia
La Federazione micronesiana di pallavolo (eng. Federated States of Micronesia Volleyball Association) è un'organizzazione fondata per governare la pratica della pallavolo nella Micronesia.
Organizza il campionato maschile e femminile, e pone sotto la propria egida la nazionale maschile e femminile.
Ha aderito alla FIVB nel 1996.